# Mon plus beau Noël (émission de télévision)
Mon plus beau Noël est une émission de télévision française présentée par Valérie Damidot, diffusée du lundi au vendredi depuis le 27 novembre 2017 sur TF1 pendant la période des fêtes de Noël. Les épisodes sont rediffusées sur TFX quelques jours plus tard.

## Principe
Chaque candidat doit préparer le plus beau repas et la meilleure décoration de noël le plus d'une ambiance festive en respectant le thème choisi pour avoir des notes correctes et un bon esprit de noël puis gagner la somme de 3 000 €.

## Déroulement

### La semaine de compétition
Du lundi au jeudi, chaque binôme de candidats (souvent accompagné de leurs familles) vont rendre visite chez leurs hôtes pour découvrir leur réveillon et la préparation de la fête de Noël, selon leur thème choisi. Ils disposeront de trois notes de critères (noté sur 10) :
- Première note : la décoration et le sapin de Noël • Les invités vont observer les lieux en s'exprimant leur opinion sur la décoration (guirlandes et/ou guirlandes électriques, jeux de lumière, accessoires de Noël, etc...) installé à l'extérieur et à l'intérieur de la maison. À ne pas oublier aussi le symbole de la fête : le sapin de Noël.
- Deuxième note : la tradition de Noël • Les propriétaires du jour proposent des activités aux invités afin de faire sortir la magie de Noël (qui soit de raconter des contes traditionnelles, des parcs d'attractions ou encore des jeux, des chants et la visite du père Noël…).
- Troisième note : le menu de Noël • Tous les candidats sont invités à passer à table. Les propriétaires vont présenter leur menues du réveillon et chacun des invités vont donner leur avis sur le repas en toute convivialité.

À la fin, les propriétaires vont regarder les commentaires, que leurs invités ont laissé derrière-eux avant de partir, sur leur prestation de Noël.

### La finale
Le vendredi, tous les candidats de la semaine se retrouvent ensemble dans une demeure chaleureuse.
Chacun d'entre eux vont aller s'isoler pour donner la dernière note de la compétition : l'esprit de Noël (dix boules de noël sont notés de 1 à 10). Cette note permet d'évaluer si les prestations font ressortir la magie de Noël. Après cela, les binômes vont chacun leur tour visionner les réactions des invités pendant leur préparation. Ils découvriront aussi les trois petits boîtes-cadeaux contenant une boule avec la note d'esprit de Noël, laissés par les invités. Plus tard, tous les duos se rassemblent dans le séjour pour échanger leur pressenti sur leur prestation et leurs notes. En simultané, Valérie Damidot écoute le débat des candidats directement derrière la double-porte du séjour. Enfin, cette dernière arrive avec une enveloppe dans lequel elle révèle la moyennes des duos et le nom du binôme gagnant de la semaine.

## Diffusion
- La première saison est diffusée du 27 novembre 2017 au 22 décembre 2017 à 18 h 15 sur TF1. Elle est rediffusée hebdomadairement du 23 décembre 2017 au 13 janvier 2018 sur TFX.
- La seconde saison est diffusée du 12 novembre 2018 au 21 décembre 2018 à 17 h 10 sur TF1.
- La troisième saison est diffusée du 25 novembre 2019 au 20 décembre 2019 à 18 h 10 sur TF1. Pour cette troisième saison, le chef Juan Arbelaez rejoint Valérie Damidot où il prête main-forte côté gastronomie et confie ses conseils et astuces culinaires.
- Une quatrième saison a été tournée par TF1 en janvier 2020[1] avec toujours Valérie Damidot et le chef Juan Arbelaez à la présentation. Selon Toutelatele.com, les trois premiers numéros ont été diffusés dans la nuit du 5 au 6 décembre 2020 sur TF1[2]. Elle sera rediffusée à partir du 29 novembre 2021 sur TFX en avant-soirée

.

## Candidats

### Saison 1 (2017)
| Saison 1 : liste des candidats | Saison 1 : liste des candidats | Saison 1 : liste des candidats | Saison 1 : liste des candidats | Saison 1 : liste des candidats | Saison 1 : liste des candidats | Saison 1 : liste des candidats | Saison 1 : liste des candidats |
| Émission                       | Candidats                      | Thèmes                         | Notes                          | Notes                          | Notes                          | Notes                          | Moyennes                       |
| Émission                       | Candidats                      | Thèmes                         | Décoration / Sapin de Noël     | Tradition de Noël              | Menu de Noël                   | Esprit de Noël                 | Moyennes                       |
| ------------------------------ | ------------------------------ | ------------------------------ | ------------------------------ | ------------------------------ | ------------------------------ | ------------------------------ | ------------------------------ |
| 1                              | Jérémy & Adrienne              | Noël des illuminations         | 4,7 / 10                       | 5,7 / 10                       | 4,0 / 10                       | 4,7 / 10                       | 4,8 / 10                       |
| 2                              | Martine & Naomie               | Noël Alsacien                  | 4,7 / 10                       | 7,7 / 10                       | 4,7 / 10                       | 5,8 / 10                       | 5,7 / 10                       |
| 3                              | Véronique & Roger              | Noël Breton                    | 4,0 / 10                       | 6,4 / 10                       | 6,0 / 10                       | 5,7 / 10                       | 5,5 / 10                       |
| 4                              | Colette & Bastien              | Noël Gourmand                  | 3,0 / 10                       | 5,0 / 10                       | 6,3 / 10                       | 4,5 / 10                       | 4,8 / 10                       |
| 5                              | Gagnant : Martine & Naomie     | Gagnant : Martine & Naomie     | Gagnant : Martine & Naomie     | Gagnant : Martine & Naomie     | Gagnant : Martine & Naomie     | Gagnant : Martine & Naomie     | Gagnant : Martine & Naomie     |
| 6                              | Prisca & Romina                | Noël à l'Américaine            | 5,3 / 10                       | 6,3 / 10                       | 6,3 / 10                       | 6,3 / 10                       | 6,0 / 10                       |
| 7                              | Nicolas & Jérome               | Noël chic et féerique          | 7,0 / 10                       | 7,0 / 10                       | 5,7 / 10                       | 4,7 / 10                       | 5,9 / 10                       |
| 8                              | Audrey & Yohann                | Noël tout en lumière           | 4,7 / 10                       | 6,7 / 10                       | 5,0 / 10                       | 5,5 / 10                       | 5,4 / 10                       |
| 9                              | Cristale & Lenny               | Noël Russe                     | 4,3 / 10                       | 6,7 / 10                       | 5,3 / 10                       | 5,5 / 10                       | 5,4 / 10                       |
| 10                             | Gagnant : Prisca & Romina      | Gagnant : Prisca & Romina      | Gagnant : Prisca & Romina      | Gagnant : Prisca & Romina      | Gagnant : Prisca & Romina      | Gagnant : Prisca & Romina      | Gagnant : Prisca & Romina      |
| 11                             | Sandra & Alan                  | Noël à Saint-Tropez            | 4,7 / 10                       | 5,3 / 10                       | 3,7 / 10                       | 4,4 / 10                       | 4,5 / 10                       |
| 12                             | Malaurie & Eric                | Noël du chasseur               | 3,7 / 10                       | 4,0 / 10                       | 4,3 / 10                       | 4,1 / 10                       | 4,0 / 10                       |
| 13                             | Arnaud & Patrice               | Noël Étoilé                    | 3,3 / 10                       | 5,7 / 10                       | 3,7 / 10                       | 4,1 / 10                       | 4,2 / 10                       |
| 14                             | Catherine & Célia              | Noël Alsacien                  | 4,3 / 10                       | 5,0 / 10                       | 4,3 / 10                       | 4,8 / 10                       | 4,6 / 10                       |
| 15                             | Gagnant : Catherine & Célia    | Gagnant : Catherine & Célia    | Gagnant : Catherine & Célia    | Gagnant : Catherine & Célia    | Gagnant : Catherine & Célia    | Gagnant : Catherine & Célia    | Gagnant : Catherine & Célia    |
| 16                             | Yann & Vanessa                 | Noël Provençal                 | 4,7 / 10                       | 5,3 / 10                       | 5,7 / 10                       | 5,3 / 10                       | 5,2 / 10                       |
| 17                             | Lisa & Marine                  | Noël Rose Bonbon               | 3,0 / 10                       | 6,7 / 10                       | 3,7 / 10                       | 4,4 / 10                       | 4,4 / 10                       |
| 18                             | Dani & Émilie                  | Noël Traditionnel              | 5,0 / 10                       | 4,0 / 10                       | 6,7 / 10                       | 5,2 / 10                       | 5,2 / 10                       |
| 19                             | Daniel & Christophe            | Noël Son & Lumière             | 5,7 / 10                       | 4,7 / 10                       | 6,0 / 10                       | 4,4 / 10                       | 5,4 / 10                       |
| 20                             | Gagnant : Daniel & Christophe  | Gagnant : Daniel & Christophe  | Gagnant : Daniel & Christophe  | Gagnant : Daniel & Christophe  | Gagnant : Daniel & Christophe  | Gagnant : Daniel & Christophe  | Gagnant : Daniel & Christophe  |

### Saison 2 (2018)
| Saison 2 : liste des candidats | Saison 2 : liste des candidats  | Saison 2 : liste des candidats | Saison 2 : liste des candidats | Saison 2 : liste des candidats | Saison 2 : liste des candidats | Saison 2 : liste des candidats | Saison 2 : liste des candidats |
| Émission                       | Candidats                       | Thèmes                         | Notes                          | Notes                          | Notes                          | Notes                          | Moyenne                        |
| Émission                       | Candidats                       | Thèmes                         | Décoration / Sapin de Noël     | Tradition de Noël              | Menu de Noël                   | Esprit de Noël                 | Moyenne                        |
| ------------------------------ | ------------------------------- | ------------------------------ | ------------------------------ | ------------------------------ | ------------------------------ | ------------------------------ | ------------------------------ |
| 1                              | Anthony & Jonathan              | Noël tout en lumière           | 5,0 / 10                       | 6,0 / 10                       | 6,0 / 10                       | 5,3 / 10                       | 5,7 / 10                       |
| 2                              | Angélique & Ghislaine           | Noël retour en enfance         | 4,3 / 10                       | 4,3 / 10                       | 5,3 / 10                       | 4,9 / 10                       | 4,7 / 10                       |
| 3                              | Claus & Pascal                  | Noël Lorrain                   | 7,0 / 10                       | 7,7 / 10                       | 5,7 / 10                       | 7,0 / 10                       | 6,8 / 10                       |
| 4                              | Zakia & François-Xavier         | Noël Aristo                    | 3,3 / 10                       | 6,0 / 10                       | 5,3 / 10                       | 4,9 / 10                       | 4,9 / 10                       |
| 5                              | Gagnant : Claus & Pascal        | Gagnant : Claus & Pascal       | Gagnant : Claus & Pascal       | Gagnant : Claus & Pascal       | Gagnant : Claus & Pascal       | Gagnant : Claus & Pascal       | Gagnant : Claus & Pascal       |
| 6                              | Serge & Daniel                  | Noël des lutins                | 5,0 / 10                       | 7,3 / 10                       | 4,0 / 10                       | 7,0 / 10                       | 5,8 / 10                       |
| 7                              | Anne & Rémy                     | Noël en folie                  | 4,7 / 10                       | 4,3 / 10                       | 5,0 / 10                       | 5,3 / 10                       | 4,8 / 10                       |
| 8                              | Xavier & Laurent                | Noël Raffiné                   | 6,7 / 10                       | 6,0 / 10                       | 6,3 / 10                       | 6,0 / 10                       | 6,3 / 10                       |
| 9                              | Louisa & Laurent                | Noël Pailleté                  | 3,7 / 10                       | 5,0 / 10                       | 4,3 / 10                       | 4,3 / 10                       | 4,3 / 10                       |
| 10                             | Gagnant : Xavier & Laurent      | Gagnant : Xavier & Laurent     | Gagnant : Xavier & Laurent     | Gagnant : Xavier & Laurent     | Gagnant : Xavier & Laurent     | Gagnant : Xavier & Laurent     | Gagnant : Xavier & Laurent     |
| 11                             | Patrick & Jean                  | Noël Alsacien                  | 6,3 / 10                       | 6,3 / 10                       | 6,3 / 10                       | 6,3 / 10                       | 6,3 / 10                       |
| 12                             | Sonia & Sébastien               | Noël son et lumière            | 4,7 / 10                       | 4,7 / 10                       | 5,0 / 10                       | 5,0 / 10                       | 4,8 / 10                       |
| 13                             | Françoise & Maria               | Noël Sophistiqué               | 3,3 / 10                       | 6,0 / 10                       | 4,3 / 10                       | 4,8 / 10                       | 4,6 / 10                       |
| 14                             | Vanessa & Maxime                | Noël des amis                  | 5,0 / 10                       | 4,3 / 10                       | 3,7 / 10                       | 4,3 / 10                       | 4,3 / 10                       |
| 15                             | Gagnant : Patrick & Jean        | Gagnant : Patrick & Jean       | Gagnant : Patrick & Jean       | Gagnant : Patrick & Jean       | Gagnant : Patrick & Jean       | Gagnant : Patrick & Jean       | Gagnant : Patrick & Jean       |
| 16                             | Dimitri & Alexandre             | Noël à l'américaine            | 6,0 / 10                       | 7,0 / 10                       | 6,3 / 10                       | 6,4 / 10                       | 6,4 / 10                       |
| 17                             | Maryline & Claire               | Noël fait main                 | 5,3 / 10                       | 6,3 / 10                       | 6,0 / 10                       | 5,7 / 10                       | 5,9 / 10                       |
| 18                             | Mathilde & Vincent              | Noël Illuminé                  | 5,0 / 10                       | 6,0 / 10                       | 6,3 / 10                       | 5,9 / 10                       | 5,8 / 10                       |
| 19                             | Isabelle & Brocéliande Nausicaa | Noël des fées                  | 4,3 / 10                       | 6,0 / 10                       | 4,7 / 10                       | 5,0 / 10                       | 5,0 / 10                       |
| 20                             | Gagnant : Dimitri & Alexandre   | Gagnant : Dimitri & Alexandre  | Gagnant : Dimitri & Alexandre  | Gagnant : Dimitri & Alexandre  | Gagnant : Dimitri & Alexandre  | Gagnant : Dimitri & Alexandre  | Gagnant : Dimitri & Alexandre  |
| 21                             | Marianne & Nelly                | Noël chez la mère Noël         | 5,7 / 10                       | 6,0 / 10                       | 6,0 / 10                       | 5,8 / 10                       | 5,9 / 10                       |
| 22                             | Muriel & Denis                  | Noël Illuminé Provençal        | 6,0 / 10                       | 6,0 / 10                       | 5,3 / 10                       | 5,75 / 10                      | 5,8 / 10                       |
| 23                             | Amélie & Virginie               | Noël comme à la montagne       | 6,0 / 10                       | 6,7 / 10                       | 4,7 / 10                       | 5,7 / 10                       | 5,8 / 10                       |
| 24                             | Sandrine & Éric                 | Noël dans le Périgord          | 5,3 / 10                       | 6,0 / 10                       | 5,7 / 10                       | 5,6 / 10                       | 5,7 / 10                       |
| 25                             | Gagnant : Marianne & Nelly      | Gagnant : Marianne & Nelly     | Gagnant : Marianne & Nelly     | Gagnant : Marianne & Nelly     | Gagnant : Marianne & Nelly     | Gagnant : Marianne & Nelly     | Gagnant : Marianne & Nelly     |

### Saison 3 (2019)
| Saison 3 : liste des candidats | Saison 3 : liste des candidats | Saison 3 : liste des candidats | Saison 3 : liste des candidats | Saison 3 : liste des candidats | Saison 3 : liste des candidats | Saison 3 : liste des candidats | Saison 3 : liste des candidats |
| Émission                       | Candidats                      | Thèmes                         | Notes                          | Notes                          | Notes                          | Notes                          | Moyenne                        |
| Émission                       | Candidats                      | Thèmes                         | Décoration / Sapin de Noël     | Tradition de Noël              | Menu de Noël                   | Esprit de Noël                 | Moyenne                        |
| ------------------------------ | ------------------------------ | ------------------------------ | ------------------------------ | ------------------------------ | ------------------------------ | ------------------------------ | ------------------------------ |
| 1                              | Christophe & Alexis            | Dans la maison du père Noël    | 6,3 / 10                       | 7,0 / 10                       | 5,3 / 10                       | 6,6 / 10                       | 5,2 / 10                       |
| 2                              | Davide & Graziella             | Noël au cœur de la forêt       | 8,0 / 10                       | 6,3 / 10                       | 7,6 / 10                       | 7,5 / 10                       | 7,3 / 10                       |
| 3                              | Julie & Monique                | Noël traditionnel              | 6,0 / 10                       | 7,3 / 10                       | 7,0 / 10                       | 6,6 / 10                       | 6,8 / 10                       |
| 4                              | Margaux & Matthieu             | Noël au chalet                 | 8,3 / 10                       | 7,3 / 10                       | 7,3 / 10                       | 7,6 / 10                       | 7,6 / 10                       |
| 5                              | Gagnant : Margaux & Matthieu   | Gagnant : Margaux & Matthieu   | Gagnant : Margaux & Matthieu   | Gagnant : Margaux & Matthieu   | Gagnant : Margaux & Matthieu   | Gagnant : Margaux & Matthieu   | Gagnant : Margaux & Matthieu   |
| 6                              | Aurélia & Nadine               | Noël authentique               | 7,0 / 10                       | 7,0 / 10                       | 6,3 / 10                       | 6,5 / 10                       | 6,8 / 10                       |
| 7                              | Émilie & Sabrina               | Noël des copines               | 6,0 / 10                       | 5,0 / 10                       | 6,6 / 10                       | 6,3 / 10                       | 5,8 / 10                       |
| 8                              | Paola & Martine                | Noël dans le Nord              | 6,7 / 10                       | 7,0 / 10                       | 8,3 / 10                       | 7,3 / 10                       | 7,3 / 10                       |
| 9                              | Marcelle & Patrick             | Noël illuminé en Provence      | 6,3 / 10                       | 6,0 / 10                       | 6,3 / 10                       | 6,4 / 10                       | 6,2 / 10                       |
| 10                             | Gagnant : Paola & Martine      | Gagnant : Paola & Martine      | Gagnant : Paola & Martine      | Gagnant : Paola & Martine      | Gagnant : Paola & Martine      | Gagnant : Paola & Martine      | Gagnant : Paola & Martine      |
| 11                             | Didier & Nathalie              | Noël provençal                 | 7,3 / 10                       | 7,3 / 10                       | 8,6 / 10                       | 7,9 / 10                       | 7,7 / 10                       |
| 12                             | Virginie & Nelly               | Noël à la montagne             | 5,6 / 10                       | 8,6 / 10                       | 7,0 / 10                       | 7,0 / 10                       | 6,9 / 10                       |
| 13                             | Menina & Nesida                | Noël à la Réunion              | 5,7 / 10                       | 6,6 / 10                       | 7,7 / 10                       | 6,6 / 10                       | 6,7 / 10                       |
| 14                             | Jérôme & Didier                | Noël Ch'ti                     | 6,7 / 10                       | 6,7 / 10                       | 7,3 / 10                       | 7,1 / 10                       | 6,9 / 10                       |
| 15                             | Gagnant : Didier & Nathalie    | Gagnant : Didier & Nathalie    | Gagnant : Didier & Nathalie    | Gagnant : Didier & Nathalie    | Gagnant : Didier & Nathalie    | Gagnant : Didier & Nathalie    | Gagnant : Didier & Nathalie    |
| 16                             | Natacha & Catherine            | Noël Alsacien                  | 6,0 / 10                       | 6,0 / 10                       | 6,3 / 10                       | 6,2 / 10                       | 6,1 / 10                       |
| 17                             | Dyessie & Daniel               | Noël pailleté                  | 5,3 / 10                       | 6,0 / 10                       | 6,0 / 10                       | 6,0 / 10                       | 5,8 / 10                       |
| 18                             | Mehdi & Steve                  | Noël sous les étoiles          | 6,3 / 10                       | 5,0 / 10                       | 7,0 / 10                       | 6,3 / 10                       | 6,1 / 10                       |
| 19                             | Anne & Alain                   | Noël traditionnel              | 6,4 / 10                       | 5,7 / 10                       | 7,0 / 10                       | 6,4 / 10                       | 6,4 / 10                       |
| 20                             | Gagnant : Anne & Alain         | Gagnant : Anne & Alain         | Gagnant : Anne & Alain         | Gagnant : Anne & Alain         | Gagnant : Anne & Alain         | Gagnant : Anne & Alain         | Gagnant : Anne & Alain         |

## Audiences

### Audiences de la première saison
Le record d'audience de cette première saison rassemble environ 2,70 millions de téléspectateurs dont 16,5 % selon Médiamétrie[réf. nécessaire].
| Saison 1 : liste des audiences de Mon plus beau Noël | Saison 1 : liste des audiences de Mon plus beau Noël | Saison 1 : liste des audiences de Mon plus beau Noël | Saison 1 : liste des audiences de Mon plus beau Noël | Saison 1 : liste des audiences de Mon plus beau Noël |
| Émission                                             | Date de diffusion                                    | Téléspectateurs                                      | PDA                                                  | Références                                           |
| ---------------------------------------------------- | ---------------------------------------------------- | ---------------------------------------------------- | ---------------------------------------------------- | ---------------------------------------------------- |
| 1                                                    | 27 novembre 2017                                     | 2 697 000                                            | 16,5 %                                               | [réf. nécessaire]                                    |
| 2                                                    | 28 novembre 2017                                     | 2 430 000                                            | 15,6 %                                               | [ 4 ]                                                |
| 3                                                    | 29 novembre 2017                                     | 2 600 000                                            | 16,0 %                                               | [ 5 ]                                                |
| 4                                                    | 30 novembre 2017                                     | 2 550 000                                            | 16,3 %                                               | [ 6 ]                                                |
| 5                                                    | 1er décembre 2017                                    | 2 550 000                                            | 16,0 %                                               | [ 7 ]                                                |
|                                                      |                                                      |                                                      |                                                      |                                                      |
| 6                                                    | 4 décembre 2017                                      | 2 500 000                                            | 16,0 %                                               | [ 8 ]                                                |
| 7                                                    | 5 décembre 2017                                      | 2 500 000                                            | 16,0 %                                               | [ 8 ]                                                |
| 8                                                    | 6 décembre 2017                                      | -                                                    | -                                                    | -                                                    |
| 9                                                    | 7 décembre 2017                                      | 2 400 000                                            | 15,0 %                                               | [ 8 ]                                                |
| 10                                                   | 8 décembre 2017                                      | -                                                    | -                                                    | -                                                    |
|                                                      |                                                      |                                                      |                                                      |                                                      |
| 11                                                   | 11 décembre 2017                                     | 2 500 000                                            | 15,0 %                                               | [ 8 ]                                                |
| 12                                                   | 12 décembre 2017                                     | 2 500 000                                            | 16,0 %                                               | [ 8 ]                                                |
| 13                                                   | 13 décembre 2017                                     | 2 500 000                                            | 16,0 %                                               | [ 8 ]                                                |
| 14                                                   | 14 décembre 2017                                     | 2 500 000                                            | 16,0 %                                               | [ 8 ]                                                |
| 15                                                   | 15 décembre 2017                                     | -                                                    | -                                                    | -                                                    |
|                                                      |                                                      |                                                      |                                                      |                                                      |
| 16                                                   | 18 décembre 2017                                     | 2 700 000                                            | 16,0 %                                               | [ 8 ]                                                |
| 17                                                   | 19 décembre 2017                                     | 2 400 000                                            | 15,0 %                                               | [ 8 ]                                                |
| 18                                                   | 20 décembre 2017                                     | 2 600 000                                            | 17,0 %                                               | [ 8 ]                                                |
| 19                                                   | 21 décembre 2017                                     | -                                                    | -                                                    | -                                                    |
| 20                                                   | 22 décembre 2017                                     | 2 700 000                                            | 21,0 %                                               | [ 8 ]                                                |

- Meilleure audience de la semaine
- Meilleure PDA de la semaine

### Audiences de la seconde saison
Le premier numéro de la seconde saison rassemble 1,53 million de téléspectateurs dont 15,0 % selon Médiamétrie.
| Saison 2 : liste des audiences de Mon plus beau Noël | Saison 2 : liste des audiences de Mon plus beau Noël | Saison 2 : liste des audiences de Mon plus beau Noël | Saison 2 : liste des audiences de Mon plus beau Noël | Saison 2 : liste des audiences de Mon plus beau Noël |
| Émission                                             | Date de diffusion                                    | Téléspectateurs                                      | PDA                                                  | Références                                           |
| ---------------------------------------------------- | ---------------------------------------------------- | ---------------------------------------------------- | ---------------------------------------------------- | ---------------------------------------------------- |
| 1                                                    | 12 novembre 2018                                     | 1 530 000                                            | 15,0 %                                               | [ 9 ]                                                |
| 2                                                    | 13 novembre 2018                                     | 1 210 000                                            | 12,7 %                                               | [ 10 ]                                               |
| 3                                                    | 14 novembre 2018                                     | 1 400 000                                            | 15,0 %                                               | [ 10 ]                                               |
| 4                                                    | 15 novembre 2018                                     | -                                                    | -                                                    | -                                                    |
| 5                                                    | 16 novembre 2018                                     | -                                                    | -                                                    | -                                                    |
|                                                      |                                                      |                                                      |                                                      |                                                      |
| 6                                                    | 19 novembre 2018                                     | -                                                    | -                                                    | -                                                    |
| 7                                                    | 20 novembre 2018                                     | 1 300 000                                            | 18,0 %                                               | [ 10 ]                                               |
| 8                                                    | 21 novembre 2018                                     | 1 500 000                                            | 21,0 %                                               | [ 10 ]                                               |
| 9                                                    | 22 novembre 2018                                     | 1 400 000                                            | 23,0 %                                               | [ 10 ]                                               |
| 10                                                   | 23 novembre 2018                                     | 1 600 000                                            | 14,0 %                                               | [ 10 ]                                               |
|                                                      |                                                      |                                                      |                                                      |                                                      |
| 11                                                   | 26 novembre 2018                                     | 1 500 000                                            | 14,0 %                                               | [ 10 ]                                               |
| 12                                                   | 27 novembre 2018                                     | -                                                    | -                                                    | -                                                    |
| 13                                                   | 28 novembre 2018                                     | 1 400 000                                            | 13,0 %                                               | [ 10 ]                                               |
| 14                                                   | 29 novembre 2018                                     | 1 400 000                                            | 14,0 %                                               | [ 10 ]                                               |
| 15                                                   | 30 novembre 2018                                     | 1 600 000                                            | 15,0 %                                               | [ 10 ]                                               |
|                                                      |                                                      |                                                      |                                                      |                                                      |
| 16                                                   | 3 décembre 2018                                      | 1 400 000                                            | 13,0 %                                               | [ 10 ]                                               |
| 17                                                   | 4 décembre 2018                                      | -                                                    | -                                                    | -                                                    |
| 18                                                   | 5 décembre 2018                                      | 1 300 000                                            | 13,0 %                                               | [ 10 ]                                               |
| 19                                                   | 6 décembre 2018                                      | -                                                    | -                                                    | -                                                    |
| 20                                                   | 7 décembre 2018                                      | 1 300 000                                            | 13,0 %                                               | [ 10 ]                                               |
|                                                      |                                                      |                                                      |                                                      |                                                      |
| 21                                                   | 10 décembre 2018                                     | -                                                    | -                                                    | -                                                    |
| 22                                                   | 11 décembre 2018                                     | 1 300 000                                            | 12,0 %                                               | [ 10 ]                                               |
| 23                                                   | 12 décembre 2018                                     | 1 290 000                                            | 11,9 %                                               | [ 10 ]                                               |
| 24                                                   | 13 décembre 2018                                     | 1 290 000                                            | 12,3 %                                               | [ 10 ]                                               |
| 25                                                   | 14 décembre 2018                                     | -                                                    | -                                                    | -                                                    |
|                                                      |                                                      |                                                      |                                                      |                                                      |
| 26                                                   | 17 décembre 2018                                     | 1 200 000                                            | 11,4 %                                               | [ 10 ]                                               |
| 27                                                   | 18 décembre 2018                                     | 1 300 000                                            | 12,0 %                                               | [ 10 ]                                               |
| 28                                                   | 19 décembre 2018                                     | -                                                    | -                                                    | -                                                    |
| 29                                                   | 20 décembre 2018                                     | 1 200 000                                            | 12,0 %                                               | [ 10 ]                                               |
| 30                                                   | 21 décembre 2018                                     | -                                                    | -                                                    | -                                                    |

- Meilleure audience de la semaine
- Meilleure PDA de la semaine

### Audiences de la troisième saison
Le premier numéro de la troisième saison rassemble environ 1,99 million de téléspectateurs dont 12,9 % selon Médiamétrie[réf. nécessaire].
| Saison 3 : liste des audiences de Mon plus beau Noël | Saison 3 : liste des audiences de Mon plus beau Noël | Saison 3 : liste des audiences de Mon plus beau Noël | Saison 3 : liste des audiences de Mon plus beau Noël | Saison 3 : liste des audiences de Mon plus beau Noël |
| Émission                                             | Date de diffusion                                    | Téléspectateurs                                      | PDA                                                  | Références                                           |
| ---------------------------------------------------- | ---------------------------------------------------- | ---------------------------------------------------- | ---------------------------------------------------- | ---------------------------------------------------- |
| 1                                                    | 25 novembre 2019                                     | 1 990 000                                            | 12,9 %                                               | [ 10 ]                                               |
| 2                                                    | 26 novembre 2019                                     | -                                                    | -                                                    | -                                                    |
| 3                                                    | 27 novembre 2019                                     | -                                                    | -                                                    | -                                                    |
| 4                                                    | 28 novembre 2019                                     | -                                                    | -                                                    | -                                                    |
| 5                                                    | 29 novembre 2019                                     | -                                                    | -                                                    | -                                                    |
|                                                      |                                                      |                                                      |                                                      |                                                      |
| 6                                                    | 2 décembre 2019                                      | -                                                    | -                                                    | -                                                    |
| 7                                                    | 3 décembre 2019                                      | -                                                    | -                                                    | -                                                    |
| 8                                                    | 4 décembre 2019                                      | 2 100 000                                            | 13,3 %                                               | [ 10 ]                                               |
| 9                                                    | 5 décembre 2019                                      | -                                                    | -                                                    | -                                                    |
| 10                                                   | 6 décembre 2019                                      | -                                                    | -                                                    | -                                                    |
|                                                      |                                                      |                                                      |                                                      |                                                      |
| 11                                                   | 9 décembre 2019                                      | 2 100 000                                            | 18,0 %                                               | [ 10 ]                                               |
| 12                                                   | 10 décembre 2019                                     | 2 000 000                                            | 17,0 %                                               | [ 10 ]                                               |
| 13                                                   | 11 décembre 2019                                     | 2 200 000                                            | 14,4 %                                               | [ 10 ]                                               |
| 14                                                   | 12 décembre 2019                                     | -                                                    | -                                                    | -                                                    |
| 15                                                   | 13 décembre 2019                                     | -                                                    | -                                                    | -                                                    |
|                                                      |                                                      |                                                      |                                                      |                                                      |
| 16                                                   | 16 décembre 2019                                     | -                                                    | -                                                    | -                                                    |
| 17                                                   | 17 décembre 2019                                     | -                                                    | -                                                    | -                                                    |
| 18                                                   | 18 décembre 2019                                     | 1 900 000                                            | 16,0 %                                               | [ 10 ]                                               |
| 19                                                   | 19 décembre 2019                                     | -                                                    | -                                                    | -                                                    |
| 20                                                   | 20 décembre 2019                                     | -                                                    | -                                                    | -                                                    |

- Meilleure audience de la semaine
- Meilleure PDA de la semaine

## Spéciale

### Le merveilleux village de Noël(2017)
Une émission spéciale événementielle est diffusée le 23 décembre 2017 sur TF1 avant deux jours de noël. Elle consiste à voir chaque village de France qui fête Noël et à désigner le village qui représente le meilleur esprit de Noël,. Elle est présentée, sous les conseils de Jean-Pierre Pernaut spécialisé des petits villages de France, par trois jury : Valérie Damidot spécialisée dans les décorations de Noël, Laurent Mariotte spécialisé dans la gastronomie de Noël et Karine Ferri spécialisée dans la tradition de Noël.

### Le merveilleux village de Noël(2018)
Une émission spéciale est diffusée le 22 décembre 2018 à 13 h 30 sur TF1 après le journal du Week-end. Elle est présentée par Valérie Damidot (spécialisée dans la décoration de Noël), Tatiana Silva (spécialisée dans les traditions de Noël) et Laurent Mariotte (spécialisé dans la gastronomie de Noël).